# Microcreagrella caeca madeirensis
Microcreagrella caeca madeirensis es una subespecie de arácnido del orden Pseudoscorpionida de la familia Syarinidae.

## Distribución geográfica
Se encuentra en las Islas Madeira.